# Perigonia pittieri
Perigonia pittieri is een vlinder uit de familie van de pijlstaarten (Sphingidae). De wetenschappelijke naam van de soort werd in 1962 gepubliceerd door Lichy.